# Johannes Freumbichler
Johannes Freumbichler (* 22. Oktober 1881 in Henndorf bei Salzburg; † 11. Februar 1949 in Salzburg) war ein österreichischer Heimatschriftsteller und der Großvater von Thomas Bernhard. Der Familienname von Johannes war Freunbichler, Freumbichler der selbstgewählte Künstlername.

## Leben und Wirken

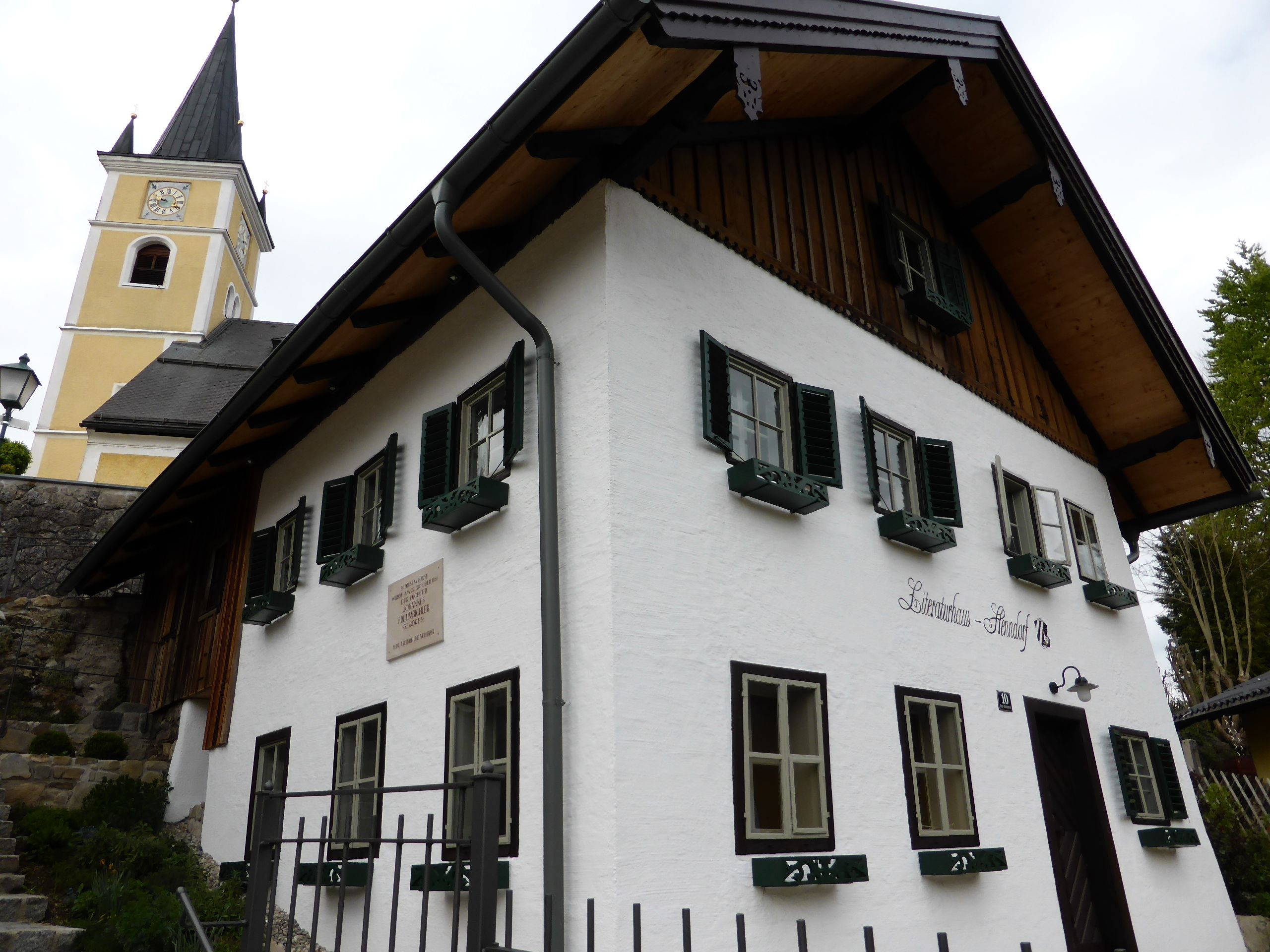
Geburtshaus Freumbichlers in Henndorf, heute Literaturhaus.

Johannes war der zweite Sohn der Bauern- und Krämerfamilie von Josef und Maria Freumbichler in Henndorf bei Salzburg. Die Oberrealschule in der Stadt Salzburg brach er 1901 vorzeitig ab und führte danach ein unstetes Leben, das ihn unter anderem nach Altenburg, Ilmenau (beide Thüringen), Basel, München, Südtirol und von 1914 bis 1935 nach Wien führte. Ab 1904 lebte er mit Anna Bernhard (* 20. Juni 1878, geb. Schönberg, Bad Reichenhall, leg. Pichler) zusammen. Im Dezember desselben Jahres kam in Basel die gemeinsame Tochter, Herta Bernhard, Thomas Bernhards Mutter, zur Welt. Johannes Freumbichler und Anna Bernhard heirateten im November 1938. Sie hatten noch zwei weitere Söhne, deren erster frühzeitig starb. Der zweite sorgte für die posthume Veröffentlichung des Gedichtbandes Rosmarin und Nelken.
Freumbichler erhielt für seinen Roman Philomena Ellenhub, der von Carl Zuckmayer überarbeitet und gefördert – und von diesem u. a. an Hermann Hesse, Gerhart Hauptmann, Thomas Mann und schließlich Paul Zsolnay gesendet wurde – im Jahre 1937 den Großen Österreichischen Staatspreis für Literatur (Förderungspreis). Gleichwohl blieb Freumbichler zeitlebens ein größerer literarischer Durchbruch versagt, er war von Zuwendungen seiner Mutter, seiner Ehefrau, seiner Tochter Herta und einer Mäzenatin abhängig. Viele Werke wurden nie veröffentlicht. Freumbichler, der vom Enkelsohn Thomas Bernhard in dessen Werk Ein Kind als zurückgezogener Freigeist beschrieben wird, beeinflusste mit seinen philosophischen Ansichten seinen Enkel. (Auf der Schreibmaschine des Großvaters schrieb er seine ersten Werke: „Die Großväter sind die Lehrer,…“)
Freumbichler lebte nach häufigen Umzügen von 1935 bis 1938 in Seekirchen bei Salzburg, anschließend bis 1946 in Traunstein in Bayern. 1942 erschien der Roman Auszug und Heimkehr des Jodok Fink. Die letzten Lebensjahre verbrachte er im Kreise seiner Familie in Salzburg, wo er 1949 starb. Bestattet wurde er, ebenso wie später seine Frau Anna († 1. Juni 1965) auf dem Friedhof des Salzburger Stadtteils Maxglan (Ehrengrab, Parzelle 328). Sein Nachlass befindet sich derzeit in Gmunden.
1954 wurde in Penzing, Wien 14. Bezirk, der Freumbichlerweg nach ihm benannt, in Salzburg, Parsch später ebenso.

## Werke
- Julia Wiedeland; 1911
- Eduard Aring; 1918
- Philomena Ellenhub. Ein Salzburger Bauernroman; 1937
- Atahuala oder Die Suche nach einem Verschollenen; 1938
- Geschichten aus dem Salzburgischen; 1938
- Auszug und Heimkehr des Jodok Fink; 1942
- Die Reise nach Waldprechting; 1942
- Rosmarin und Nelken; 1952
- Erziehung zu Vernunft und Fröhlichkeit, 2003

### Nicht veröffentlichte Werke
- Eling. Das Tal der sieben Höfe
- Das Wunder vom Orangenbaum (auch Ljubica oder Die Perlenstickerin von Cattaro)
- Jörg Hoffegott
- Die Salzburger Spinnstubengeschichten
- zahlreiche Erzählungen, Romanentwürfe, Theaterstücke, Gedichte, Arbeitspläne und ein Erziehungsplan für seinen Enkel Thomas Bernhard